# Новое Демкино (Пензенская область)
Новое Демкино — село в Малосердобинском районе Пензенской области России. Входит в состав Дружаевского сельсовета.

## География
Село находится в южной части Пензенской области, в пределах южной части Приволжской возвышенности, в лесостепной зоне, на правом берегу реки Сердоба, на расстоянии примерно 16 км (по прямой) к северо-востоку от села Малая Сердоба, административного центра района. Абсолютная высота — 212 м над уровнем моря.

### Климат
Климат характеризуется как умеренно континентальный, с относительно жарким летом и холодной продолжительной зимой. Средняя температура воздуха самого холодного месяца (января) составляет −13 °C; самого тёплого месяца (июля) — 20 °C. Продолжительность безморозного периода равна 140—150 дней. Годовое количество атмосферных осадков — 497 мм, из которых большая часть выпадает в тёплый период. Снежный покров держится в течение 130—140 дней.

### Часовой пояс
Село Новое Демкино, как и вся Пензенская область, находится в часовой зоне МСК (московское время). Смещение применяемого времени относительно UTC составляет +3:00.

## Население
| 1762  | 1795  | 1835  | 1859  | 1877  | 1884  | 1897  |
| ----- | ----- | ----- | ----- | ----- | ----- | ----- |
| 100   | ↗262  | ↗763  | ↗854  | ↗993  | ↗1195 | ↗1429 |
| 1902  | 1914  | 1921  | 1925  | 1928  | 1935  | 1939  |
| ↗1500 | ↗2062 | ↗2360 | ↘2276 | ↗2438 | ↘1063 | ↘804  |
| 1959  | 1970  | 1979  | 1989  | 1996  | 2002  | 2010  |
| ↗862  | ↘662  | ↘600  | ↘532  | ↘454  | ↘435  | ↘376  |
| 2021  |       |       |       |       |       |       |
| ↘282  |       |       |       |       |       |       |

### Национальный состав
Согласно результатам переписи 2002 года, в национальной структуре населения мордва составляла 60 % из 435 чел., русские — 39 %.

## Известные уроженцы
- Вечкасов, Юрий Иванович (1948—2002) — российский политический деятель.